# Plectus cornus
Plectus cornus är en rundmaskart. Plectus cornus ingår i släktet Plectus och familjen Plectidae. Inga underarter finns listade i Catalogue of Life.